# Budapesti Mozgásszervi Magánrendelő
A Budapesti Mozgásszervi Magánrendelő – röviden BMM – speciálisan mozgásszervi megbetegedésekre szakosodott egészségügyi magánrendelő Budapesten. A rendelőt 2008-ban nyitották meg.

## A BMM szolgáltatásai
A Budapesti Mozgásszervi Magánrendelő rendelőhálózatában 2019-ben 49 szakorvos 14 szakterületen végez gyógyító munkát. Szakrendelések:
- Ortopédia
- Gyermekortopédia
- Traumatológia
- Kézsebészet
- Vállsebészet
- Reumatológia
- Mellkassebészet
- Neurológia
- Idegsebészet
- Rehabilitáció
- Gyermeksebészet
- Bőrgyógyászat
- Neuropszichológia
- Logopédia

## Országos prevenciós programok
2017 áprilisában a Budapesti Mozgásszervi Magánrendelő és a Semmelweis Egyetem Mozgásszervi Daganatok Tanszéki Csoportja közös kampányt indított a lágyrész daganatok korai felismeréséért. Az akció célja az volt, hogy felhívják a háziorvosok figyelmét a lágyrész szarkómák korai felismerésére, mivel az ortopéd szakorvosok véleménye szerint a betegek többsége túl későn kerül szakvizsgálatra, mikor már a kombinált onkológiai és sebészi ellátás segítségével sem gyógyítható hatékonyan a daganat. Ezért a szervezők négyezer golflabdát juttattak el egy levél kíséretében háziorvosoknak országszerte, a legtöbb esetben ugyanis ők találkoznak először ilyen jellegű panaszokkal. A cél, hogy az elváltozást lágyrész tumornak tartsák az orvosok addig, ameddig képalkotói vizsgálatokkal be nem bizonyosodik ennek ellenkezője.